# Chilská fotbalová reprezentace
Chilská fotbalová reprezentace reprezentuje Chile na mezinárodních fotbalových akcích, jako je mistrovství světa nebo Copa América.

## Mistrovství světa
Seznam zápasů chilské fotbalové reprezentace na MS
| Rok    | Účast                                           | Soupisky |
| ------ | ----------------------------------------------- | -------- |
| 1930   | Nepostoupili ze skupiny                         | Soupiska |
| 1934   | Odhlášeni                                       |          |
| 1938   | Odhlášeni                                       |          |
| 1950   | Nepostoupili ze skupiny                         | Soupiska |
| 1954   | Nepostoupili z kvalifikace                      |          |
| 1958   | Nepostoupili z kvalifikace                      |          |
| 1962   | Bronzová medaile                                | Soupiska |
| 1966   | Nepostoupili ze skupiny                         | Soupiska |
| 1970   | Nepostoupili z kvalifikace                      |          |
| 1974   | Nepostoupili ze skupiny                         | Soupiska |
| 1978   | Nepostoupili z kvalifikace                      |          |
| 1982   | Nepostoupili ze skupiny                         | Soupiska |
| 1986   | Nepostoupili z kvalifikace                      |          |
| 1990   | Diskvalifikováni                                |          |
| 1994   | Vyloučeni                                       |          |
| 1998   | Vyřazeni v osmifinále Brazílií                  | Soupiska |
| 2002   | Nepostoupili z kvalifikace                      |          |
| 2006   | Nepostoupili z kvalifikace                      |          |
| 2010   | Vyřazeni v osmifinále Brazílií                  | Soupiska |
| 2014   | Vyřazeni v osmifinále Brazílií                  | Soupiska |
| 2018   | Nepostoupili z kvalifikace                      |          |
| 2022   | Nepostoupili z kvalifikace                      |          |
| Celkem | účast – 9× zlato – 0×, stříbro – 0×, bronz – 1× |          |

- Copa América (2× vítěz)

 20152016

 1955, 1956, 1979, 1987 

 1926, 1941, 1945, 1967, 1991